# Chitagá
Chitagá – miasto w Kolumbii, w departamencie Norte de Santander.